# Joseph D'Appolito
Joseph D'Appolito (13 aprile 1936) è un ingegnere statunitense.
È diventato famoso per aver creato negli anni 1980  la configurazione D'Appolito, una configurazione di altoparlanti e cassa acustica che prevede l'inserimento in linea verticale di un tweeter tra due woofer o due midrange, ed un filtro crossover del terzo ordine (18db/oct). consentendo al diffusore di avere una dispersione verticale priva di lobi, di alterazioni, con conseguente assenza di qualsiasi cambiamento improvviso in direttività con la frequenza. La configurazione di altoparlanti è conosciuto anche come una configurazione di midwoofer-tweeter-midwoofer (MTM).
Nel 1998 pubblica in inglese il libro Testing loudspeakers, che viene pubblicato nel 2011 in Italia col nome Misurare gli altoparlanti.
D'Appolito è anche un redattore della rivista AudioXpress. È anche il proprietario di una società di consulenza, Audio and Acoustic Ltd., tra i cui clienti vi sono Snell Acoustics, HECO/Recoton GmbH e Usher Audio Technology.